# Surfers Hall of Fame

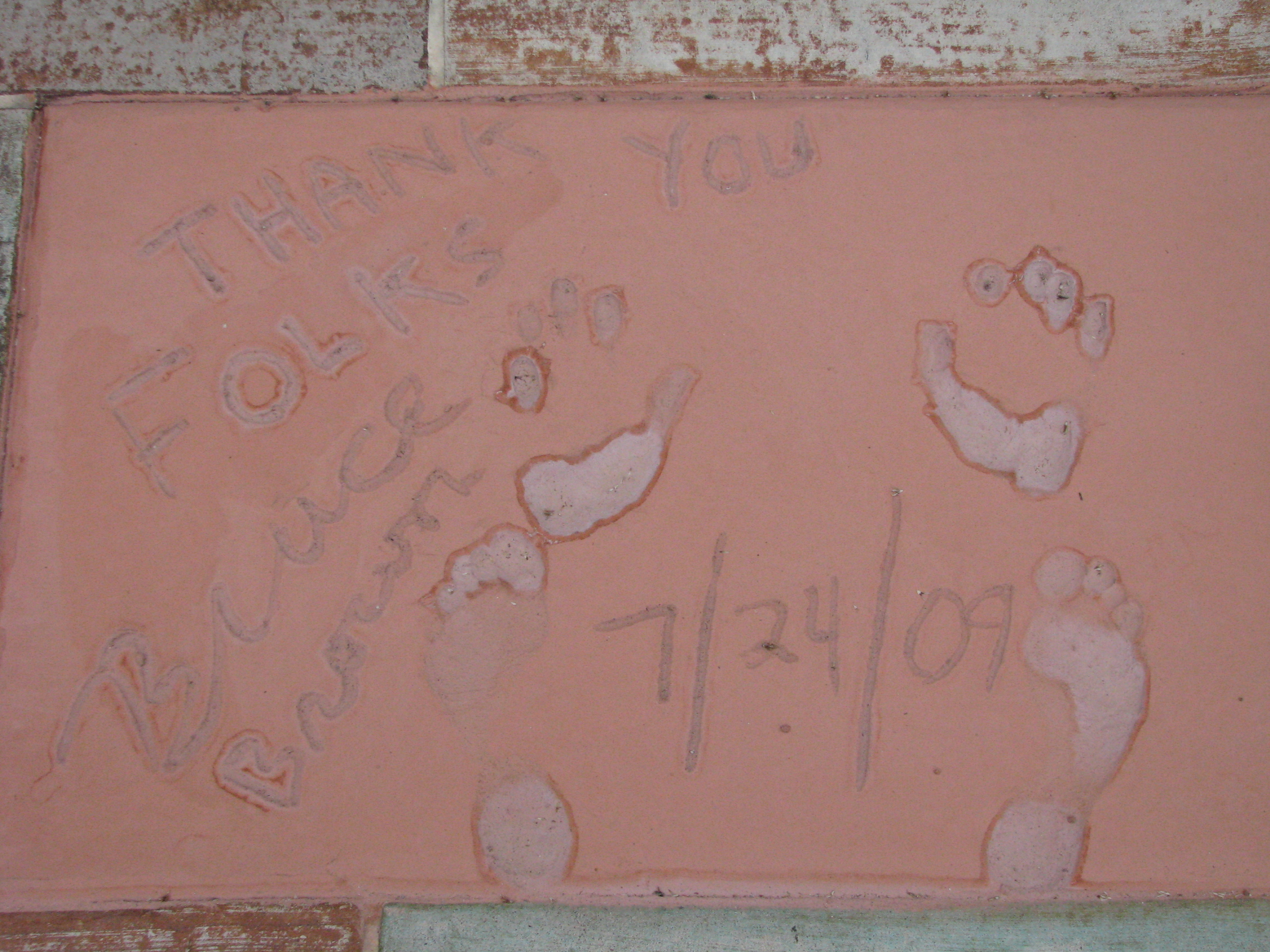
Bruce Brown's Signatur, Hand- und Fußabdrücke in einer Betonfliese der Surfers Hall of Fame (2009)

Die Surfers Hall of Fame ist eine Ehrengalerie für Surfer am Pacific Coast Highway in Huntington Beach, Kalifornien.
Seit dem Jahr 2002 werden jährlich Persönlichkeiten des Surfsports durch die Aufnahme in die Hall of Fame für ihre überragenden Leistungen ausgezeichnet. Hierbei werden die Hand- und Fußabdrücke sowie die Namen der Person in einer gegossenen Betonfliese verewigt.
Bekannteste Mitglieder sind der achtfache Weltmeister Kai Lenny, die siebenfache Weltmeisterin Stephanie Gilmore, die einarmige Surferin Bethany Hamilton, der elffache Weltmeister Kelly Slater, sowie der einflussreichste „Big Wave“-Surfer des 21. Jahrhunderts Laird Hamilton.

## Mitglieder

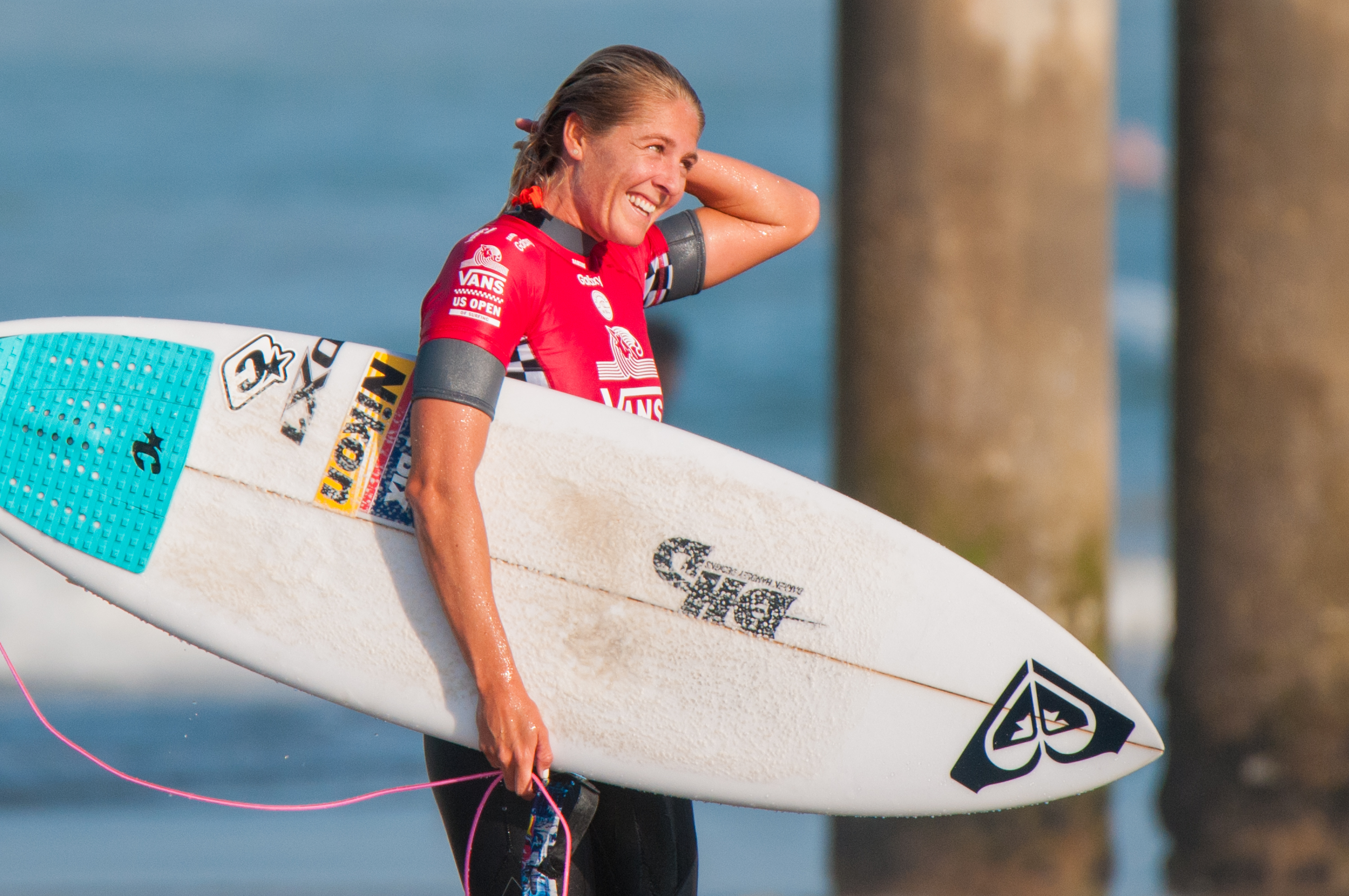
Stephanie Gilmore (2016)

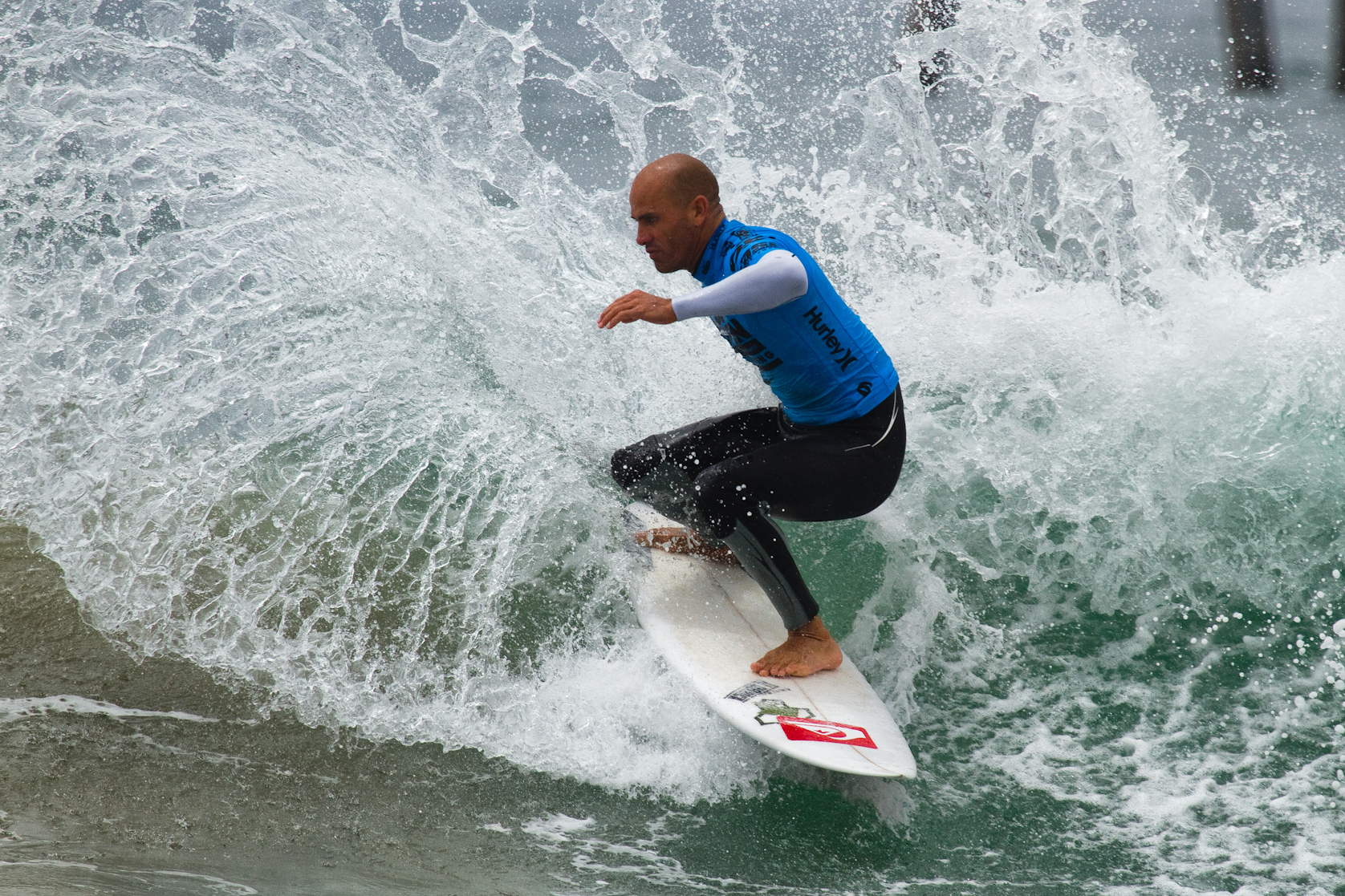
Kelly Slater (2011)

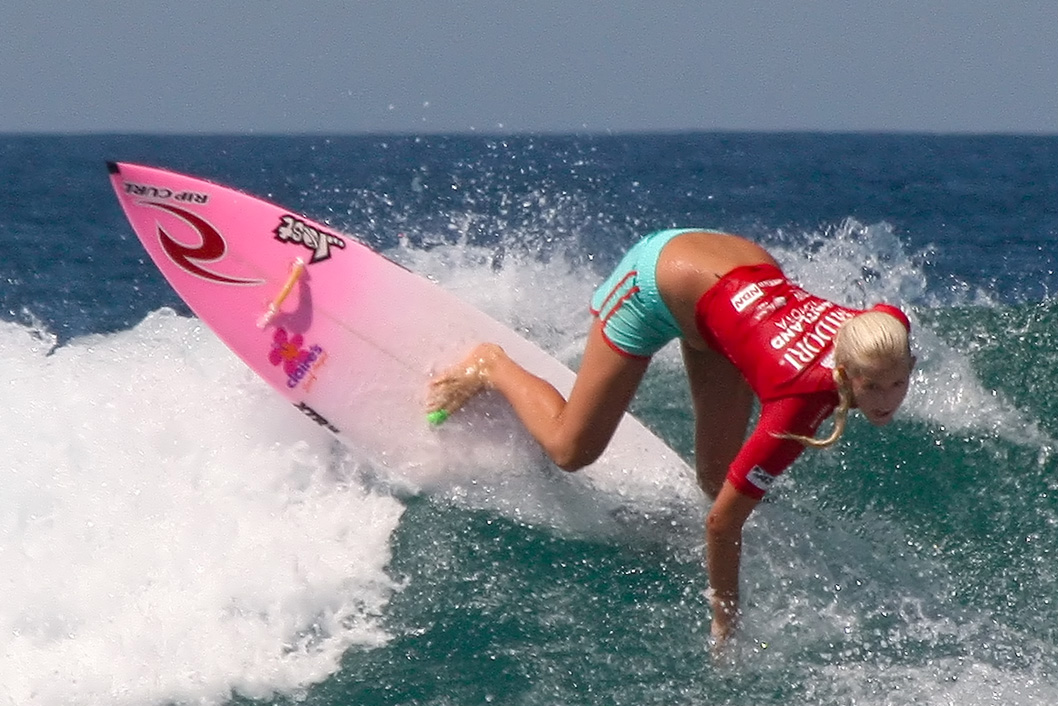
Bethany Hamilton (2007)

- 2002: Lisa Andersen, Robert August, Corky Carroll, Laird Hamilton, Kelly Slater, Joel Tudor, Robert „Wingnut“ Weaver[3]
- 2003: Tom Curren, Mike Doyle, Andy Irons, Bud Llamas, Jack O’Neill, Shaun Tomson, Paul Strauch[4]
- 2004: Jack Haley, Gerry Lopez, David Nuuhiwa, Mark Occhilupo, Jericho Poppler, Peter „PT“ Townend[5]
- 2005: Tom Carroll, Carl Hayward, Bob McKnight, Mark Richards[6]
- 2006: Layne Beachley, Bob Hurley, Rob Machado, Greg Noll[7]
- 2007: Bruce Irons, Al Merrick, Sofía Mulánovich, Martin Potter[8]
- 2008: Wayne „Rabbit“ Bartholomew, Sean Collins, Brad Gerlach, Mike Parsons[9]
- 2009: Dick Baker, Joey Buran, Bruce Brown, Jeff Hakman, Chris Hawk, Pat O’Connell[10]
- 2010: Ian „Kanga“ Cairns, Stephanie Gilmore, Randy Lewis[11]
- 2011: Simon Anderson, George Downing, Taylor Knox, Chuck Linnen[12]
- 2012: Albert „Rabbit“ Kekai, Dane Reynolds, Andy Verdone[13]
- 2013: Shane Dorian, Rick Fignetti, Skip Frye[14]
- 2014: Carissa Moore, Rusty Preisendorfer, Timmy Turner[15]
- 2015: Gordon „Gruppy“ Clark, John Davis, CJ Hobgood[16]
- 2016: Blaine „Sumo“ Sato, Shawn Stussy, Ryan Turner[17]
- 2017: Mick Fanning, Bethany Hamilton[18]
- 2018: Ben Aipa, Herbie Fletcher, Brett Simpson[19]
- 2019: Janice Aragon, Sam Hawk, Kai Lenny[20]
- 2020: -
- 2021: Casey Wheat[21]
- 2022: Peter Mel, Michelle Turner, Martin Daily[22]
- 2023: Ítalo Ferreira, Laylan Connelly, Fernando Aguerre[23]
- 2024: Jamie O’Brien, Jeff Deffenbaugh, Ilima Kalama[24]